# Shahinakhon Yugitalieva
Shahinakhon Yugitalieva (née le 12 août 1994) est une athlète handisport ouzbèke participant pour l'Ouzbékistan aux épreuves handisports du lancer du poids et du lancer du javelot en catégorie F46.
Elle devient championne para-asiatique au lancer du javelot en 2022 aux jeux para-asiatiques de Hangzhou à seulement 15 ans en établissant un nouveau record à 40,90 m. Elle est médaillée d'argent dans cette même discipline aux Jeux paralympiques d'été de 2024 de Paris où elle se classe derrière la vénézuelienne Naibys Morillo et devant la britannique Hollie Arnold.